# Въжарова къща
Въжаровата къща (на македонска литературна норма: Куќа на Важарови) е възрожденска къща в град Крушево, Северна Македония. Сградата е обявена за значимо културно наследство на Северна Македония.

## История
Къщата е градена в 1877 година. Сегашните ѝ собственици семейство Въжарови я купува в 1962 година от семейство Корнети.
В 2014 година къщата е обновена. За обновата на фасадата на къщата Институтът за защита на паметниците на културата и музей – Прилеп влага 4 милиона денара.

## Архитектура
Къщата е с традиционна архитектура и е типичен пример за автентичната староградска крушевска архитектура. Високо издигната е на каменни основи с разкошни орнаменти на фасадата и във вътрешността.